# 五月革命 (アルゼンチン)
五月革命（ごがつかくめい、スペイン語:Revolución de Mayo）は、1810年5月18日から25日までブエノスアイレスで起こった一週間にわたる一連の出来事を指す。
ブエノスアイレスは当時リオ・デ・ラ・プラタ副王領の首都であった。この結果、5月25日に、副王バルタサール・イダルゴ・デ・シスネロスが失脚し、現地の政府プリメラ・フンタが樹立した。これらの出来事はアルゼンチンで「五月の週」(スペイン語 Semana de Mayo)として祝賀されている。

## 概要
五月革命は、その2年前からのナポレオンに対するスペイン独立戦争への直接の反応であった。1808年、ナポレオン・ボナパルトが王座を与えた彼の兄のジョゼフ・ボナパルト（ホセ1世）を跡継ぎにして、スペイン王フェルナンド7世は退位した。スペイン最高中央評議会はジョゼフ（ホセ1世）の政府とフランスのスペイン占領への抵抗を率いたが、最終的には国の北半分を失った一連の反撃に苦しんだ。1810年2月1日、フランス軍はセビリアを占領しアンダルシーア地方のほとんどを支配下におさめた。最高評議会はカディスに撤退した後に解体し、「スペイン・インディアス摂政委員会」に置き代えられた。これらの事件のニュースは、英国船がスペインや他の欧州から運んだ新聞により、5月18日にブエノスアイレスに届けられた。
シスネロス副王は現状の政治体制を維持するためにこのニュースを隠そうとしたが、5月22日にはクリオーリョの法律家と軍将校の一団が、副王領の将来を決定するために、カビルド・アビエルト(市の有力者による臨時参事会)を組織した。参事会はスペインの摂政委員会の承認を否決し、シスネロスを副王に任命した政府がもはや存在しないので、彼に代わる統治委員会(フンタ)を設立した。継続の感覚を維持するためにシスネロスは当初フンタの議長に任命されたが、このことがかなりの大衆の不安を招いたため、5月25日にシスネロスは圧力の下で辞任した。新たに創設されたプリメラ・フンタは、当初ブエノスアイレス出身の代議員のみで構成されたが、その後副王領の他の都市にも参加するよう招待した。これがブエノスアイレスでの事件の結果を受け入れる地域とそうではない地域の間の戦争の勃発を引き起こした。
この時正式な独立宣言が布告されることはなく、またプリメラ・フンタは退陣させられたフェルナンド7世の名の下に統治し続けたとはいえ、五月革命はアルゼンチン独立戦争の出発点と見られる。最高中央評議会の解体のニュースが到達した時に、スペイン領南アメリカの多くの他の都市でも同様の事件が発生したことから、五月革命はイスパノアメリカの独立戦争の出発点の一つとしても見ることができる。正式な独立宣言は1816年7月9日のトゥクマンの議会で最終的に布告された。

## 五月革命の原因

### 国際的な原因
1776年のアメリカ独立宣言で、クリオーリョたちは、スペインからの独立が現実的な目標になりえることを感じた。その後のアメリカ独立戦争で、スペインが英国と対立する植民地側を援助した事実は、宗主国に対する忠誠をやめることは罪であるとする論拠を弱めた。
1789年のフランス革命の理想も同じく広がっていた。「人間と市民の権利の宣言」や米国独立宣言の「万人は平等に作られている」という引用、あるいはスペインの教会でさえも、王権神授説に疑問を投げかけた。しかしスペイン領では、この考えの拡散は、関連する書籍の販売や所持とともに禁止された。この禁令はルイ16世処刑後、スペインがフランスに宣戦布告した時に最初に導入され、1796年の平和条約の後も留保された。それにもかかわらずフランス革命関連の出版物はスペイン中に広まり、アメリカ合衆国からの書籍もベネズエラのカラカス経由でスペイン領植民地に届いた。アセンダードとなった裕福なクリオーリョの子弟は、欧州で教養を積み、そこで自由主義思想に触れた。
産業革命により、商品を売る新しい市場の必要性が生まれた。ナポレオンが導入した大陸封鎖令でイギリスはスペイン領植民地との交易を必要としたが、植民地は宗主国とのみの交易に制限されていた。経済的な目的を達成するため、イギリスは当初リオ・デ・ラ・プラタの侵略を開始した。イギリスは侵略に失敗した後、イスパノアメリカのスペインからの解放の願望を促進することを選んだ。
1808年3月19日、スペイン王カルロス4世は、王太子フェルナンド7世に譲位したが、フェルナンド7世はナポレオンの武力の圧力のもと5月5日に王座を父の元王に返上した。ナポレオンの要請により、一旦カルロス4世に返上された王位は、即座にナポレオンの兄ジョゼフ・ボナパルトに譲位された。ジョゼフの即位はスペインで厳しい抵抗を受け、対フランスの抵抗運動が始まり、スペイン各地でフンタが設立され、王の名のもとで統治した。8月には各地のフンタを統括する組織の設置が合意され、9月にアランフエスで最高中央評議会の会議が行われた。その後戦局が不利になると、中央評議会はセビリヤに移動し、最終的にはカディスに敗走し、そこで1810年1月、評議会は解散し、5名で構成される摂政委員会に権能を移譲した。

### 国内の原因
スペインはそのアメリカの植民地に他国や外国領植民地との交易を禁止した。スペインの経済は多くの植民地に莫大な供給をするほど十分な生産力はなかったため、この状況は副王領に損害を与え、経済的欠乏と不況をもたらした。スペインから来るすべての物品は太平洋側のリマを通さなければならなかったため、ブエノスアイレスは密輸の基地となった。この密輸は不法であるにもかかわらずほとんどの現地の当局は黙認し、時にはスペインとの合法な交易と同じ量が取引された。これにより対立する2つの派閥の対立が現れた。産出品を海外に売りたいアセンダードらは自由貿易を望み、一方で密輸で利益を得る商人は、商品の価格が下がる自由貿易に反対した。18世紀に入るとスペインの植民地貿易独占政策が緩和され、1776年にリオ・デ・ラ・プラタ副王領が設置されるとブエノスアイレスは本国との正式な交易の拠点に指定された。廉価な外国産品の流入により、内陸部では港に対する反感が強まっていった。

### クリオーリョとペニンスラール
依然ペニンスラールは高位聖職者、高級官吏、御用商人などとして新大陸に来ていた。官職や教会内での出世に限りがあるクリオーリョたちの不平は、しかし現体制の維持を前提とする不平であった。一方で、クリオーリョ支配層の経営するアシエンダの収益率は資産価値の年5%と低く、ペニンスラールと親族になることで家の没落を防ぐという関係であった。しかし18世紀になるとスペイン北部のバスク地方やサンタンデルのモンタニャ地方出身の商業専従者が増え、血縁による閉鎖的な集団を作って植民地の商業を独占した。彼らは信心深く勤勉であり、クリオーリョ支配層とは水と油の関係で、金はあるが無教養なガチュピン(ペニンスラールの蔑称)という言葉に、感情的な負荷が込められるようになった。特に農牧業が基幹産業であったベネズエラとアルゼンチンで、クリオーリョ支配層は独立を志向するようになった。

### 英国のブエノスアイレス侵略
ブエノスアイレスは、二度の英国の侵略に反撃し成功した。1806年6月、イギリス軍はブエノスアイレスに上陸して町を占領した。軍は自由貿易を布告して、軍艦隊の後ろについていたイギリス商船団が入港し、にわかに町は賑わった。だが、8月にブエノスアイレスの民兵軍が蜂起し、市街戦のすえにイギリス軍を撤退させた。その翌年2月に再び攻めたが、今度は上陸もできずに撃退された。どちらの侵略の間にもスペインからの援助はなかった。この二度目の侵略への準備のために、禁止されていたにもかかわらず、クリオーリョたちの民兵軍が編成された。最大のクリオーリョの軍隊はコルネリオ・サアベドラが率いるパトリシオス連隊だった。これらの出来事はクリオーリョに、以前は持っていなかった軍事力と政治的な影響力を与えた。スペインの助けを借りずに勝利したことで、クリオーリョたちは独立の可能性への確信を強め、自治意識は著しく高まった。副王体制の威信は失墜し、町は自由貿易の旨味を知った。

### カルロティスモ
1808年3月、ナポレオンの侵略を逃れて、ポルトガル王室は、宮廷と政府の人員15000人とともに欧州を去り、植民地ブラジルのリオデジャネイロに到着した。フェルナンド7世の姉妹のカルロータ・ホアキーナは、ポルトガル摂政内親王(当時)ジョアン6世の后だったが、自らの政治的な計略を持っていた。スペイン王室の捕獲を避けると、カルロス4世の長女の彼女は、摂政としてスペインの副王領の支配をしようとした。この計略を支援して、フランスのアメリカ大陸侵略を防ぐ目的でカルロティスモと呼ばれる政治運動が始まった。この運動の支援者には、マヌエル・ベルグラーノやフアン・ホセ・カステリといったクリオーリョの政治家集団や、アントニオ・ベルーティやイポリト・ビエイテスの軍人らがいた。彼らはこの運動を、欧州の政府の代わりに現地政府を作る機会、もしくは独立を宣言するための段階と考えた。サンティアゴ・デ・リニエルス副王をはじめほとんどのペニンスラールと一部のクリオーリョたちは、この運動にポルトガルの拡大主義志向が隠されていると疑い抵抗した。カルロータ・ホアキーナの支援者らは立憲君主制を目指したが、その一方で彼女自身は絶対君主制を望んだ。この目標の食い違いが運動を弱らせ、運動は失敗に終わった。ポルトガル帝国の政治に強い影響を持った英国もこの運動に反対した。英国はスペインがいくつかの王国に分離することを防ぐことを望み、カルロータではこれを防ぎきれないと考えた。

## 前触れ

### リニエルスの統治
1806年の英国の侵略を撃退したブエノスアイレスの人々は、ラファエル・デ・ソブレモンテが副王を続けることを許さなかった。ソブレモンテは、戦争がまだ進行中であるのに国庫を持ってコルドバに逃亡した。1778年に成立した法律では、外国の攻撃があった場合に国庫を安全な場所へ移動することを義務付けたが、それでも人々はソブレモンテを臆病者として見た。ブエノスアイレス王立アウディエンシアは彼の帰還を許可せず、代わりに暫定副王として英雄の呼び声高いサンティアゴ・デ・リニエルスを選出した。副王職がスペイン王ではなく、現地の政府機関に選任されたのはこれが初めてで、前例のないことだったが、この任命は後にカルロス4世に批准された。リニエルスはクリオーリョや奴隷たちを含むすべてのブエノスアイレスの人々に武装させ、1807年の二度目のイギリス軍の上陸を阻止しようとするが失敗し、マルティン・デ・アルサガが率いる民兵が防衛に成功した。この軍功で立場の強くなったアルサガは、リニエルスと対立した。
リニエルス政権はクリオーリョの間で人気があったが、アルサガやモンテビデオ総督のフランシスコ・ハビエル・デ・エリオなどのペニンスラールには人気がなかった。彼らは新しい副王を指名するようスペイン当局に要請した。半島戦争の勃発をきっかけに、デ・エリオはモンテビデオにフンタを樹立し、副王の権力を公には否定せずまたモンテビデオの独立を宣言することもせずに、ブエノスアイレスからのすべての命令を精査しそれらを拒否する権利を保有しようとした。
アルサガは、リニエルス排斥のための暴動を起こした。1809年1月1日、アルサガが議長を務めるカビルド・アビエルトは、リニエルスの辞職と現地フンタの承認を求め、ペニンスラール民兵軍が反乱の支援のために集まった。マリアノ・モレノのような少数のクリオーリョは独立する手段として暴動を支援したが、ほとんどのクリオーリョはこれを支援しなかった。彼らは、副王の政治的権力を無効にするために排斥を望む一方で、クリオーリョとペニンスラールの間の社会的格差を変えずに保持したいアルサガの意図を感じた。コルネリオ・サアベドラが率いるクリオーリョの民兵軍は広場を包囲し、暴動を追い散らした。暴動が失敗に終わった後、反乱者らは武装を解かれた。これには多くのペニンスラールの民兵が含まれており、結果としてクリオーリョたちの力が増すことになった。この策略の指導者たちは、モレノを除いて、カルメン・デ・パタゴネスへ追放された。デ・エリオは彼らを解放し、政治亡命者としてモンテビデオに受け入れた。

### シスネロスの統治
カスティーリャの最高中央評議会は、リオ・デ・ラ・プラタの政治的騒動を終わらせるため、リニエルスに代えて、トラファルガーの海戦にも参戦したベテランの海軍将校バルタサール・イダルゴ・デ・シスネロスを副王に任命した。マヌエル・ベルグラーノは、リニエルスはスペイン王に副王として任命され、一方シスネロスにはそのような正統性を欠くのだから、リニエルスは反抗するべきだと提案した。クリオーリョの民兵軍はリニエルス支持に前向きだったが、リニエルスは反抗することもなく引き渡した。ハビエル・デ・エリオは新しい副王の権力を受け入れ、モンテビデオのフンタを解散した。シスネロスはペニンスラールの民兵軍を再び武装させ、過去の暴動の責任を許した。アルサガは釈放されなかったが、自宅軟禁に減刑された。
アルト・ペルーでは、1809年5月25日に起こったチュキサカ革命によって、チュキサカ総督のラモン・ガルシア・デ・レオン・イ・ピサロが退位させられ、代わってフアン・アントニオ・アルバレス・デ・アレナレスが就任した。7月16日、ペドロ・ドミンゴ・ムリリョ大佐が率いたラパス革命では、ラパス総督が解任され新たなフンタが選出された。スペイン当局による敏速な対応がこれらの反乱を打ち負かせた。ブエノスアイレスから派遣された1000名の軍は難なくチュキサカの都市に入り、フンタを転覆させた。ムリリョはラパスを防衛しようとしたが、彼の800名の軍はリマから派遣された5000人以上の軍に圧倒的に数で負けていた。後に彼は他の指導者とともに首をはねられ、彼らの首は反乱の抑止のために晒された。これらの対応が、アルサガをはじめとした暴動の首謀者らへの対応とは激しく対照的であったことで、クリオーリョのペニンスラールに対する恨みはより深くなった。

## 五月の週
五月の週は、最高中央評議会解散の確認に始まり、シスネロスの解任とプリメラ・フンタの創設で終わった。
1810年5月14日、去る1月に最高中央評議会が解散したことを伝えるヨーロッパの新聞を積んだイギリス軍スクーナー艦ミスルトゥ号が、ジブラルタルからブエノスアイレスに到着した。セビリアの町はフランス軍に侵略されたままで、イベリア半島の大部分はすでに占領されていた。新聞各紙は、評議会の元メンバーの一部がカディスのレオン島に逃げたことを伝えた。これは、イギリス軍フリゲート艦ジョンパリス号がモンテビデオに到着した5月17日にブエノスアイレスで確認された。直近の新聞は、評議会のメンバーらが解散したことを伝えた。シスネロスは英国戦艦を監視し、到着するすべての新聞を没収してニュースを隠そうとしたが、新聞のひとつがベルグラノとカステリの手に渡った。彼らは他の愛国派にニュースを広め、崩壊した評議会が任命した現副王の正統性を疑った。パトリシアス連隊長のサアベドラはこのニュースを知らされた時、シスネロスに対して行動を起こす理想の時がついに来たと決心した。マルティン・ロドリゲスは武力で副王を転覆させる提案をしたが、カステリとサアベドラはこの考えを拒否し、カビルド・アビエルトの開催を提案した。

### 5月18日金曜日から5月23日水曜日
スペイン敗北の噂はブエノスアイレス中に広まっていた。人々は不安になり、兵舎とビクトリア広場は活気づき、ほとんどの店は閉店した。副王はクリオーリョたちを鎮めるため、事態についての自身の宣言を出した。彼はイベリア半島の状況は不安定であるというだけで、評議会の解体については認めなかった。彼の提案は、フェルナンド7世の代理として統治する行政体を、ペルー副王のホセ・フェルナンド・デ・アバスカル・イ・ソウサ、ポトシ総督のフランシスコ・デ・パウラ・サンス、チャルカス・アウディエンシア長官のビセンテ・ニエトとともに作るというものであった。
副王の公式声明に欺かれることなく、一部のクリオーリョたちは秘密の会合を開いた。この会合で、副王領の将来を決定するカビルド・アビエルトを招集するようシスネロスに要求するため、カステリとマルティン・ロドリゲスを含む陳情団が任命された。
5月20日、カビルド・アビエルト開催の要求が副王シスネロスに伝えられた。副王は午後7時に軍司令官たちを居城に招集し、軍の支援を求めた。パトリシオス連隊長のサアベドラは、シスネロスを副王に任命した最高中央評議会はもはや存在しないことを指摘し、それゆえ彼はシスネロスの副王としての正統性を否定して、彼の軍による副王の警備を拒否した。
カステリとマルティン・ロドリゲスはシスネロスとの面会のため城に向かい、カビルド・アビエルトの開催についての、シスネロスの最終的な回答を求めた。シスネロスは渋々彼の同意を与えた。その夜、革命家たちは集まり、そこでシスネロスとの会合の結果を知ったが、カビルド・アビエルトが決められたとおり開催されることを確実にするため、彼らは翌21日のデモを組織した。
5月21日月曜日午後3時、600名の民兵がビクトリア広場を占拠し、カビルド・アビエルトの招集と副王シスネロスの辞職を声高に求めたために、市参事会はその通常業務を中断した。広場の人々はその翌日にシスネロスがカビルド・アビエルトを許可するとは信じなかった。サアベドラが、暴徒の要求は軍が支援すると言って仲裁すると、人々は最終的に落ち着きを取り戻し解散した。
公式記録によると、正式に招いた450人のうち、およそ251人だけが5月22日のカビルド・アビエルトに出席した。宣言の読み上げ、議論と投票で、会合は朝から深夜まで続いた。
会議は2つの大きな集団に分かれた。一方のグループは副王としてシスネロスを支持した。もう一方のグループは、副王に代わる、スペインが設立した中央評議会のような統治評議会(フンタ)を設立するべきだと考えた。終日議論が行われ、投票はその夜遅くに集計された。結果は多数の票差、155対69で副王の解任が決まった。
5月23日の早朝、市参事会は副王に彼の権能を終えることを述べた書類を発行し、最高権力はフンタの指名まで参事会に一時的に移行された。

### 5月24日木曜日
市参事会はカビルド・アビエルトの決定を独自に解釈し、新たなフンタに、シスネロスが議長および軍司令官に任命されるように手配した。シスネロス以下のフンタのメンバーには、クリオーリョのコルネリオ・サアベドラとフアン・ホセ・カステリ、他に2名のペニンスラールが任命された。
市参事会はフンタの行動を制限するための定款を書いた。それは以下のことを要求した。フンタは司法権を行使できず、それはブエノスアイレス王立アウディエンシアに与えられる。シスネロスはフンタの他のメンバーの支援なくして行動できない。カビルドは任務を怠る者を免職できる。新しい税を作るためにはカビルドの承認が要求される。フンタはカビルド・アビエルトで意見を述べた者に大赦を認可する。そしてフンタは代議員を派遣するよう他の都市を招く。サアベドラとペドロ・アンドレス・ガルシアを含む軍司令官はこの定款に同意した。フンタはその午後に就任の誓いを立てた。
この展開に革命家たちは衝撃を受け、彼らはチュキサカとラパスの革命家たちのように罰を受けるのではないかと恐れた。その一方で、広場はフレンチとベルーティが率いる暴徒に占領された。副王ではないとはいえ、依然権力の座に残ったシスネロスは、カビルド・アビエルトの意志を侮辱したものと群衆には見られた。
その夜、カステリとサアベドラは、新たに作られたフンタを辞任したことをシスネロスに知らせた。彼らは、人々が今にも暴力で革命を起こそうとしており、もしシスネロスが同様に辞任しなければ力ずくでも排除するだろうと説明し、彼らにはそれを止める力がないと警告した。シスネロスは翌日まで待ってもらいたいと思ったが、彼らはこれ以上遅れることができないと言うので、最終的には辞任に同意して、翌日の参事会が審議するための辞表を送った。

### 5月25日金曜日
5月25日朝、悪天候にもかかわらず、ビクトリア広場に集まった群集は、前日選出されたフンタの撤回、シスネロスの最終的な辞職、そして彼を含めない新しいフンタの任命を求めた。
午前9時に参事会は開催され、シスネロスの辞任を却下した。参事会は、群衆には参事会の決定を覆す正当な権利がないと考えた。デモは力ずくで抑制されるべきと考え、その命令を執行するため、彼らは軍司令官らを招集したが、サアベドラも含めた軍司令官の多くは、現れなかった。軍司令官らは政府の命令を支持することはできない、軍に命令を出しても従わないだろうと述べた。
群衆の興奮は大きくなり、参事会集会所に溢れ出した。マルティン・ロドリゲスは、デモ隊を鎮める唯一の方法はシスネロスの辞任を受け入れることと指摘した。参事会は彼らの要求に文書で応えた。長い議事中断の後、411名の署名を含む書類が参事会によって用意された。この書類は新たなフンタの構成と、各州の支援に500名の遠征を送る提案をした。参事会は書類を受理し、人々から直接承認を得るためにバルコニーに移動した。遅い時間と天候のために、広場にいる人々の数は減ってしまっていたが、大衆の要求は声高く読み上げられ、すぐにその場に居合わせた人々に承認された。
こうしてできたプリメラ・フンタを統治する定款は、前日に発行されたそれと大まかには同じだったが、参事会がフンタを監視し、フンタが空位の場合はフンタ自体が任命するという条項が追加された。シスネロスは、このブエノスアイレスで起こった事件についてコルドバに早馬を出し、サンティアゴ・デ・リニエルスへの警告とフンタに対する軍事行動を求めた。

## その後
摂政委員会、ブエノスアイレス王立アウディエンシア、そしてペニンスラールたちは新しい状況に反対した。王立アウディエンシアは密かに摂政委員会に忠誠を誓い、副王領の他の各都市に公式声明を送り、新しい政府を否認するよう呼びかけた。これらの活動を終わらせるため、フンタはシスネロスと王立アウディエンシアの全メンバーを、生命の危険を口実に集めて、英国艦ダート号に乗せて国外追放した。船はアメリカの港に寄ることなく直接カナリア諸島まで彼らを運んだ。フンタはその後、革命に忠実なクリオーリョたちで完全に占められた新しいアウディエンシアを任命した。
現代のアルゼンチンのコルドバ州以外の領域の各都市はプリメラ・フンタを承認した。しかし、アルト・ペルーの各都市は、少し前に起こったチュキサカ革命とラパス革命の結果のため、見解を示さなかった。アスンシオン・デル・パラウアイはフンタを拒否し、摂政委員会に忠誠を誓った。フランシスコ・ハビエル・デ・エリオ統治下のバンダ・オリエンタルは、王党派の拠点として残った。
元副王のリニエルスはコルドバで反革命運動を組織し、これが独立政府の最初の軍事作戦になった。リニエルス自身の英雄としての名声にもかかわらず、コルドバの人々は革命を支持し、任務放棄や妨害工作によって反革命軍の力は弱まった。リニエルスの軍は即座にフランシスコ・オルティス・デ・オカンポが率いる軍に敗退した。オカンポはリニエルスの銃殺を拒んだため、フンタによって命令された処刑はフアン・ホセ・カステリが実行した。この反乱を鎮めた後、プリメラ・フンタは多くの他の都市へ軍事遠征を派兵し、その支援と代議員の選出を要求した。
歴史的にブエノスアイレスとライバル関係にあったモンテビデオは、プリメラ・フンタに反対し、摂政委員会によって副王領の新首都と宣言され、新たに副王としてデ・エリオが任命された。バンダ・オリエンタルの末梢の各都市はモンテビデオの意志に反して行動しブエノスアイレスのフンタを支持した。彼らはモンテビデオを包囲戦から守ったホセ・ヘルバシオ・アルティガスに率いられた。モンテビデオの王党派の最後の敗北は、カルロス・マリア・デ・アルベアルとウィリアム・ブラウンによってもたらされた。
チリ総監領は五月革命のそれに似た過程をたどり、パトリア・ビエハとして知られる短い期間に始動させた自治評議会を選出した。パトリア・ビエハは1814年のランカウアの戦いに敗北し、次に来るレコンキスタで、チリは再び王党派の拠点となった。アンデス山脈がアルゼンチンの革命家とチリの間の天然の障壁だったため、両国の間には軍事衝突がなかったが、1817年のホセ・デ・サン＝マルティン率いるアンデス山脈越えは、チリ王党派の敗北を引き起こした。
各州から送られた代議員を編入することでプリメラ・フンタの規模は大きくなり、フンタ・グランデと改名された。1811年6月のウアキの戦いでアルゼンチン軍が敗北したすぐ後に解散させられ、後に続く2つの三頭政治がリオ・デ・ラ・プラタ諸州連合での行政権を行使した。1814年、第2回三頭政治は、大統領の権力に置き代えられた。
その一方で、マルティン・ミゲル・デ・グエメスはサルタでペルー副王領から送られた王党派軍を食い止めて、サン＝マルティンはチリ＝アルゼンチン方面作戦で海からリマの王党派の拠点へと進軍した。独立を求める戦争は徐々に南アメリカ北部へと移動していった。

## 革命の遺産
5月25日はアルゼンチンで「Primer Gobierno Patrio」(最初の愛国の政府)として知られる国民の日で、公共の祝日でもある。平日であっても毎年常に5月25日に祝賀される。アルゼンチン百周年とアルゼンチン二百周年は1910年と2010年に祝賀された。
五月革命を称えた日付の使用は様々で、もっとも有名な使用は、カビルドの建物の近くにあるブエノスアイレスの五月広場と五月通りである。「五月ピラミッド」は革命の1年後に広場に建てられ、1856年に現在の姿で再建された。「ベインティシンコ・デ・マヨ」(Veinticinco de Mayo, 5月25日)は、アルゼンチンのいくつかの行政機関、都市、公共スペース、地形に使われている名称である。チャコ、ミシオネス、サンフアン、リオ・ネグロ、ブエノスアイレスの各州にはこの名のデパルタメントがあり、ブエノスアイレス州にはベインティシンコ・デ・マヨという名の町がある。ロサリオ(サンタフェ州)、フニン(ブエノスアイレス州)、レシステンシア(チャコ州)の各都市はこの名に由来する広場がある。アルゼンチン、イギリス、チリがそれぞれの南極地域で領有権を主張しているキングジョージ島は、アルゼンチンではベインティシンコ・デ・マヨ島と言い表されている。
カビルドの建物のイメージはアルゼンチンの25センタボ硬貨に使用され、五月の太陽のイメージは5センタボ硬貨に使用されている。